# 国立病院機構富山病院
独立行政法人国立病院機構富山病院（どくりつぎょうせいほうじんこくりつびょういんきこうとやまびょういん）は富山県富山市の医療機関。独立行政法人国立病院機構が運営する病院である。富山県立の結核療養所として設立され、現在も富山県の結核治療の最終拠点となっているほか、政策医療分野における重症心身障害への医療、成育医療の提供を行っている。　

## 概要
1938年（昭和13年）に富山県立古里保養院として設立、戦後に厚生省に移管され、国立療養所古里保養園となった。1968年（昭和43年）には国立療養所富山病院と改称、2004年（平成16年）には独立行政法人への移行により国立病院機構富山病院となっている。現在は外来一般診療のほか、政策医療を担う旧国立療養所系の医療機関として、設立以来の実績を有する結核・慢性呼吸器疾患の治療、重症心身障害児・者への医療・療育、小児慢性疾患に対する成育医療の3つを中心とした専門医療を提供している。
結核に対しては、富山県の結核医療の最終拠点として整備されており、重症結核、多剤耐性結核への治療のほか、高齢者施設での集団感染、流行国からの感染者流入といった新たな脅威に対応する。また、慢性期の呼吸器・循環器疾患への医療に取り組んでおり、在宅酸素療法を積極的に導入している。
1968年（昭和43年）以降は重症心身障害児・者への医療を提供しており、生命維持において医療的介入が必要な重症度の高い患者に対応可能な富山県内で唯一の病院となっている。在宅患者支援に積極的に取り組んでいるほか、多数の小児科医が在籍する体制を活かして、平日の午後11時まで小児科医が院内で待機する小児救急医療態勢をとっている。
小児科専門スタッフにより、てんかん、気管支喘息、腎炎（人工透析）、ネフローゼ症候群などの小児慢性疾患の治療にあたるほか、摂食障害、不登校などの適応障害、心身症にも、隣接する富山県立ふるさと支援学校と連携して対応する。
2004年（平成16年）に運営主体がそれまでの国立療養所から国立病院機構へと独立行政法人化された事をきっかけに全国の国立病院・療養所で病棟の建替が進み、富山病院も2017年（平成29年）11月に外来棟が建て替えられ運用が開始された。

## 沿革
- 1938年（昭和13年）01月 - 富山県立古里保養院（結核療養所）として開設。
- 1941年（昭和16年）04月 - 附属看護婦養成所を設置。
- 1947年（昭和22年）04月 - 厚生省に移管、国立療養所古里保養園と改称。
- 1951年（昭和26年） - 附属看護婦養成所を廃止。
- 1953年（昭和28年）04月 - 附属准看護学院を設置。
- 1969年（昭和44年）04月 - 国立療養所富山病院と改称、重症心身障害者の受け入れを開始。
- 1982年（昭和57年）04月 - 附属准看護学院を附属看護学校（3年課程）へ改編。
- 1984年（昭和59年）02月 - 結核病床（50床）を一般病床に変更。
- 2004年（平成16年）04月 - 独立行政法人移行により独立行政法人国立病院機構富山病院と改称。
- 2009年（平成21年）12月 - 電子カルテ導入。
- 2012年（平成24年）07月 - 病床数変更（結核病床30床）。
- 2017年（平成29年）011月 - 外来診療棟建替完了運用開始。
- 2018年（平成30年）05月 - 改修管理棟（旧看護師更衣棟）完成。
- 2020年（令和2年）05月 - 結核病床を5床に変更。第三病棟と第四病棟を合併し、一看護単位に。

## 診療科
- 小児科
- 内科
- 循環器科
- 精神科
- 外科
- 呼吸器科
- アレルギー科
- リハビリテーション科
- 歯科

## 医療機関の指定
- 第二種感染症指定医療機関

## 国立病院機構富山病院附属看護学校
当院にはかつて、専修学校として附属看護学校が設置されていた。設置学科は看護学科のみ、3年制で1学年の定員は40名であった。
1941年（昭和16年）に富山県立古里保養院附属看護婦養成所として開設され、1951年（昭和26年）に一旦閉校。1953年（昭和28年）に国立療養所富山病院附属准看護学院として再び開設された。2004年（平成16年）、独立行政法人国立病院機構の発足により、国立病院機構富山病院附属看護学校に改称した。
2020年（令和2年）度の入学生をもって学生募集を停止し、2023年（令和5年）3月末）に閉校となった。

### 沿革
- 1941年（昭和16年）- 富山県立古里保養院附属看護婦養成所が開設される
- 1947年（昭和22年）- 厚生省への移管により国立療養所古里保養園附属看護婦養成所に改称
- 1951年（昭和26年）- 国立療養所古里保養園附属看護婦養成が閉校される
- 1953年（昭和28年）- 国立療養所富山病院附属准看護学院が開設される
- 1969年（昭和44年）- 国立療養所富山病院附属准看護学院に改称
- 1982年（昭和57年）- 国立療養所富山病院附属看護学校に改称
- 2004年（平成16年）- 独立行政法人国立病院機構の発足により独立行政法人国立病院機構富山病院附属看護学校に改称
- 2023年（令和5年）- 閉校

## アクセス
- 各線富山駅、速星駅より富山地方鉄道バス：山田行政センター行・牛岳温泉健康センター行・簡保保養センター行・国立富山病院行へ乗車、「国立富山病院」停留所下車。